# Canídeo híbrido

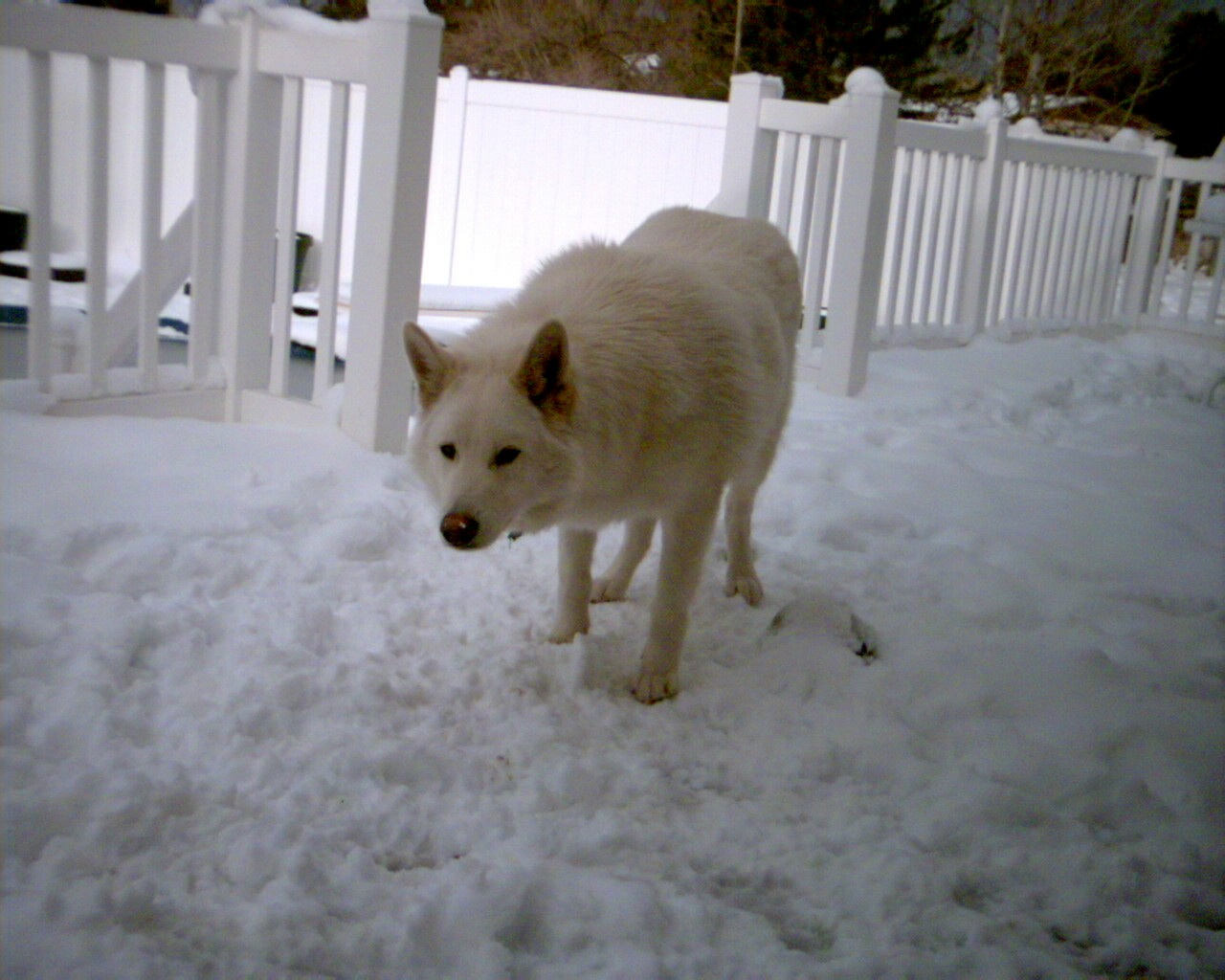
Cão lobo, um híbrido de cão doméstico com Lobo.

Os híbridos de canídeos são o resultado do cruzamento entre espécies da subfamília Caninae, por exemplo, cruzamento entre cães domésticos com outras espécies da tribo canini.

## Galeria

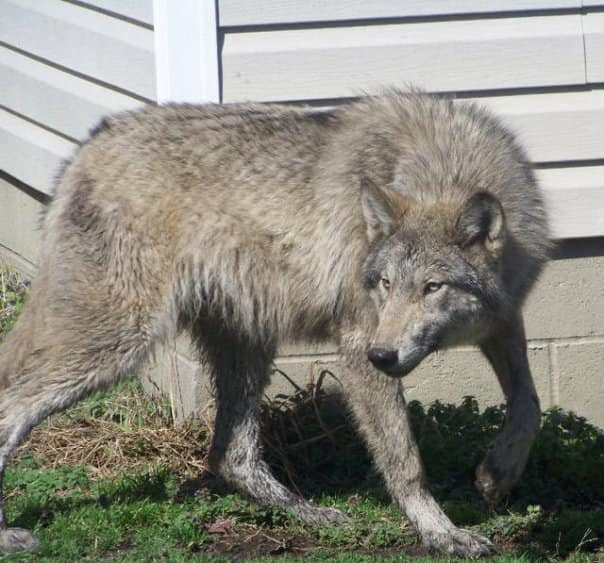
Cão lobo (Híbrido fértil de lobo com cão doméstico)
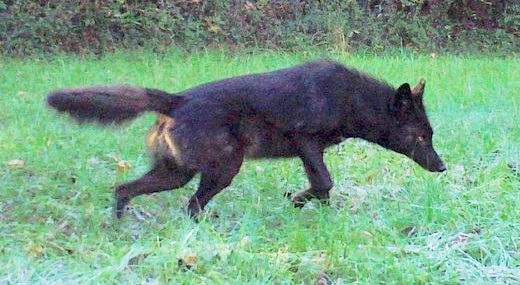
Coydogue
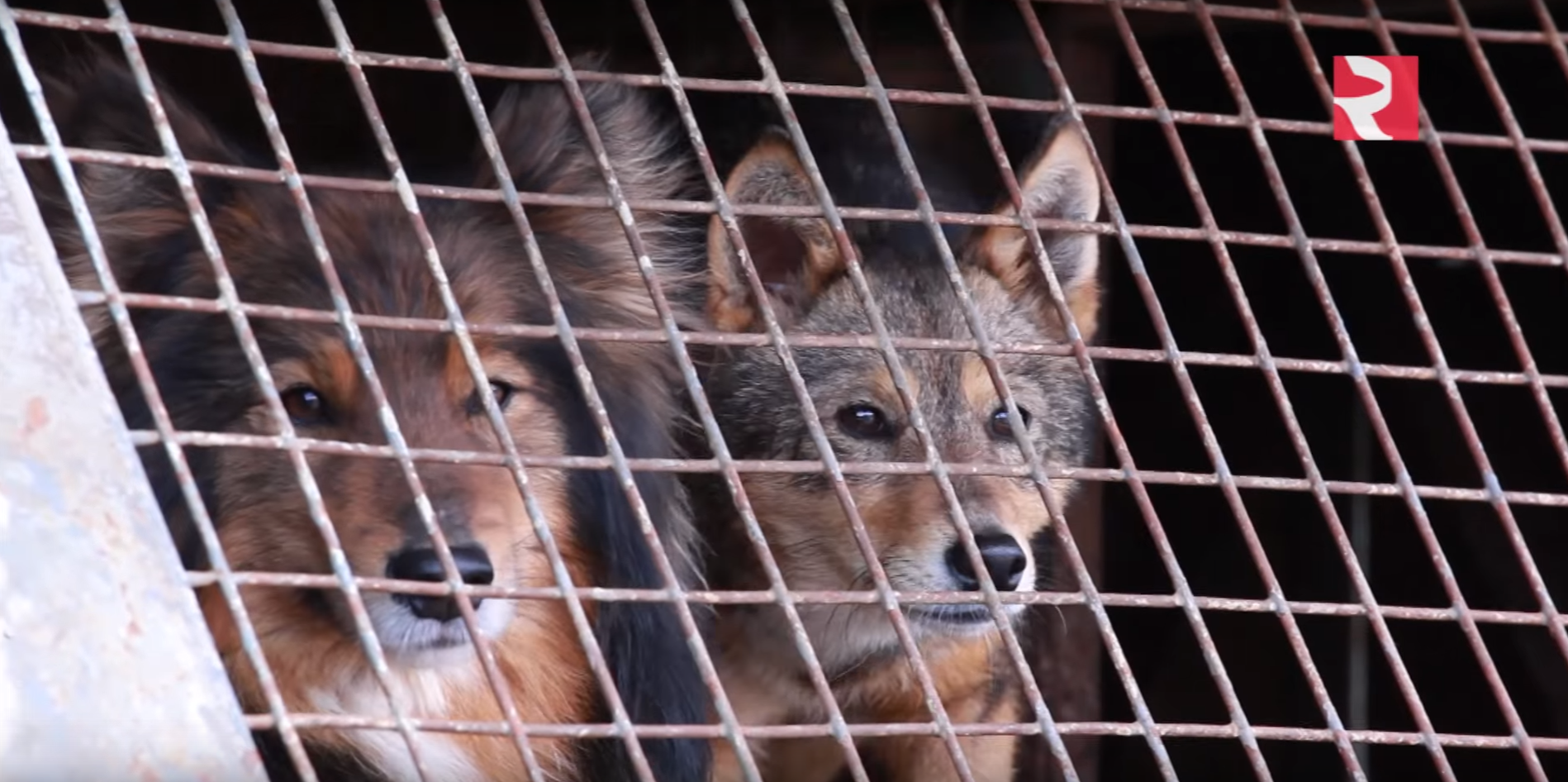
Chacal cão
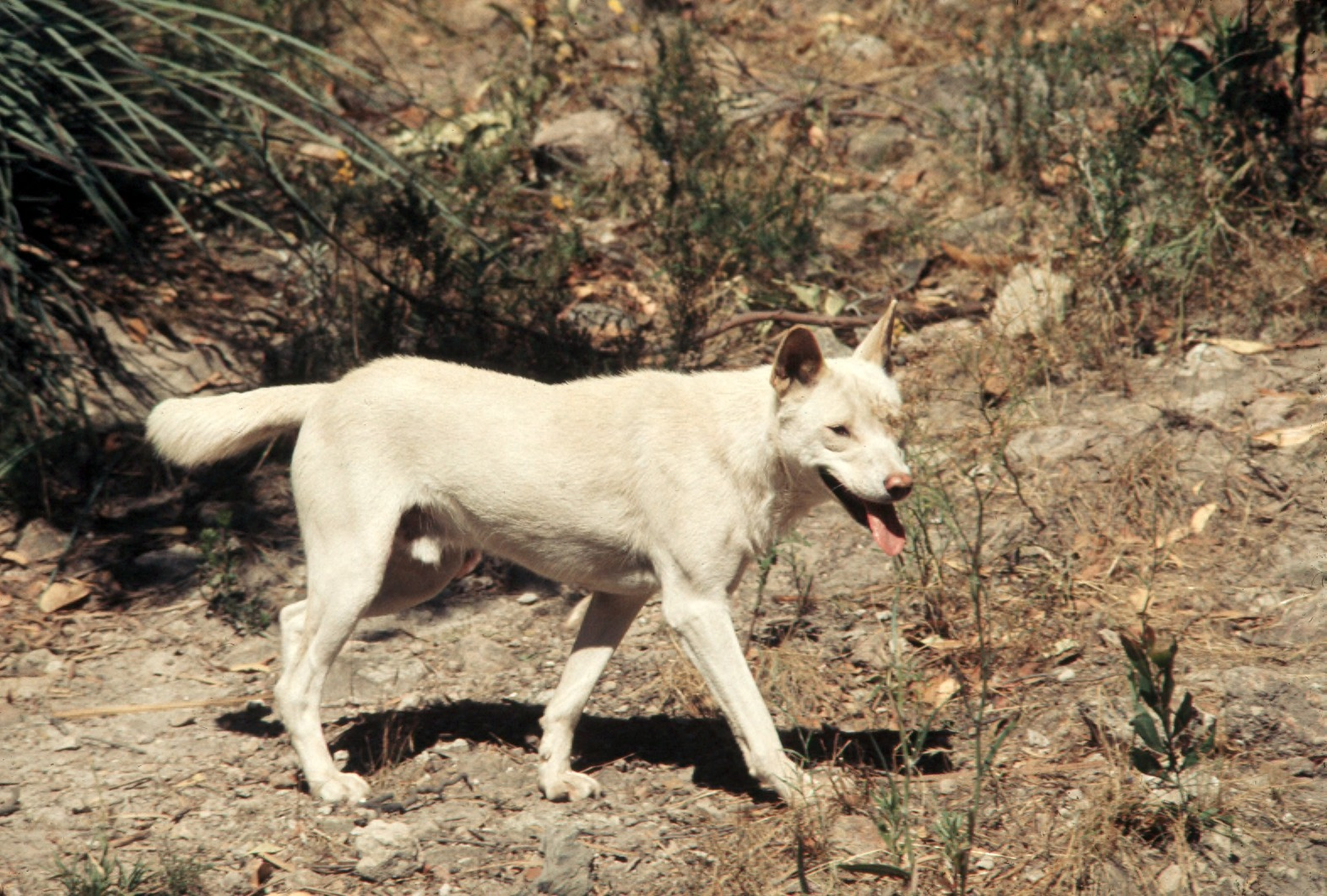
Híbrido dingo cão
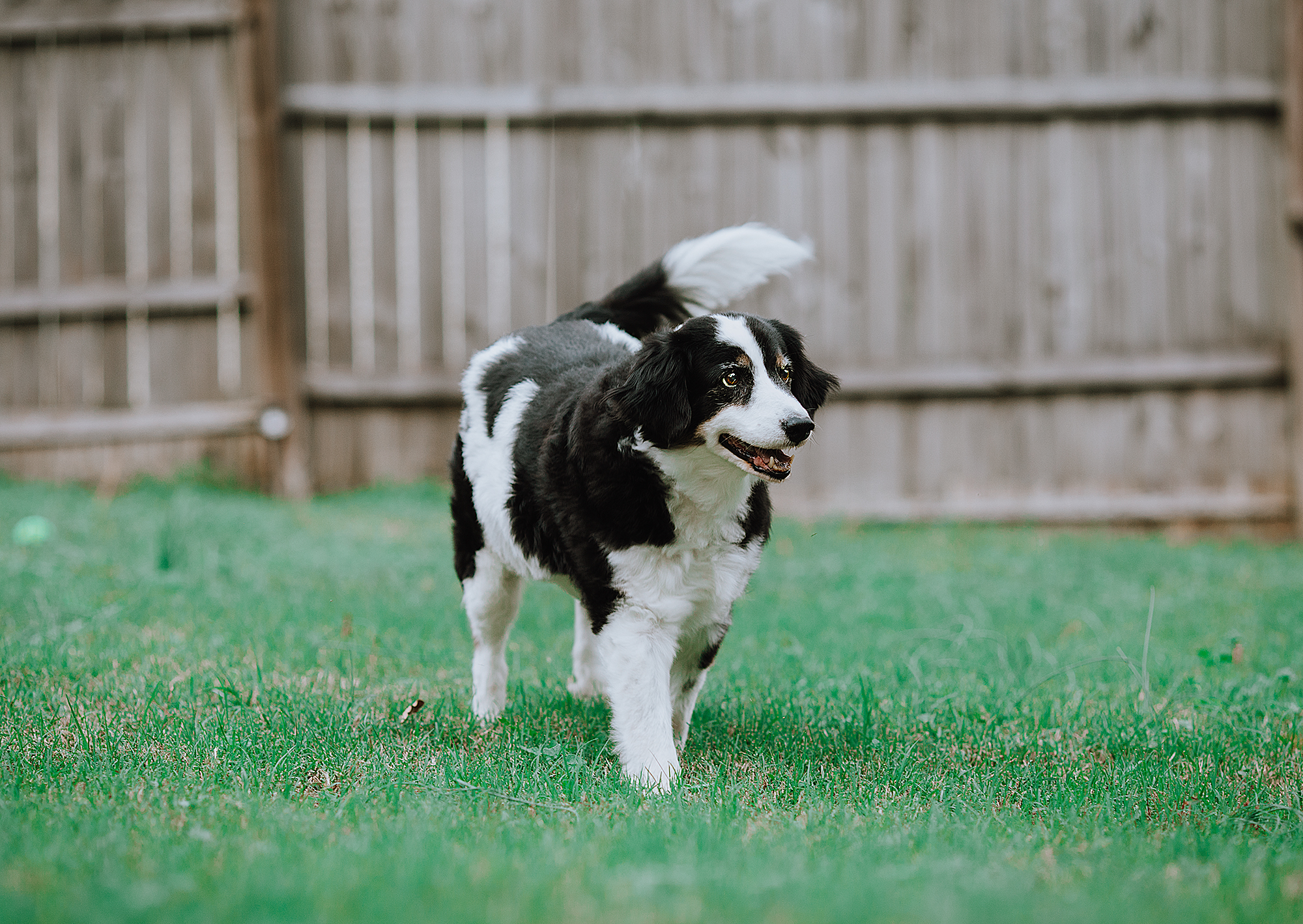
Vira lata (cruzamento entre cães de outras raças)
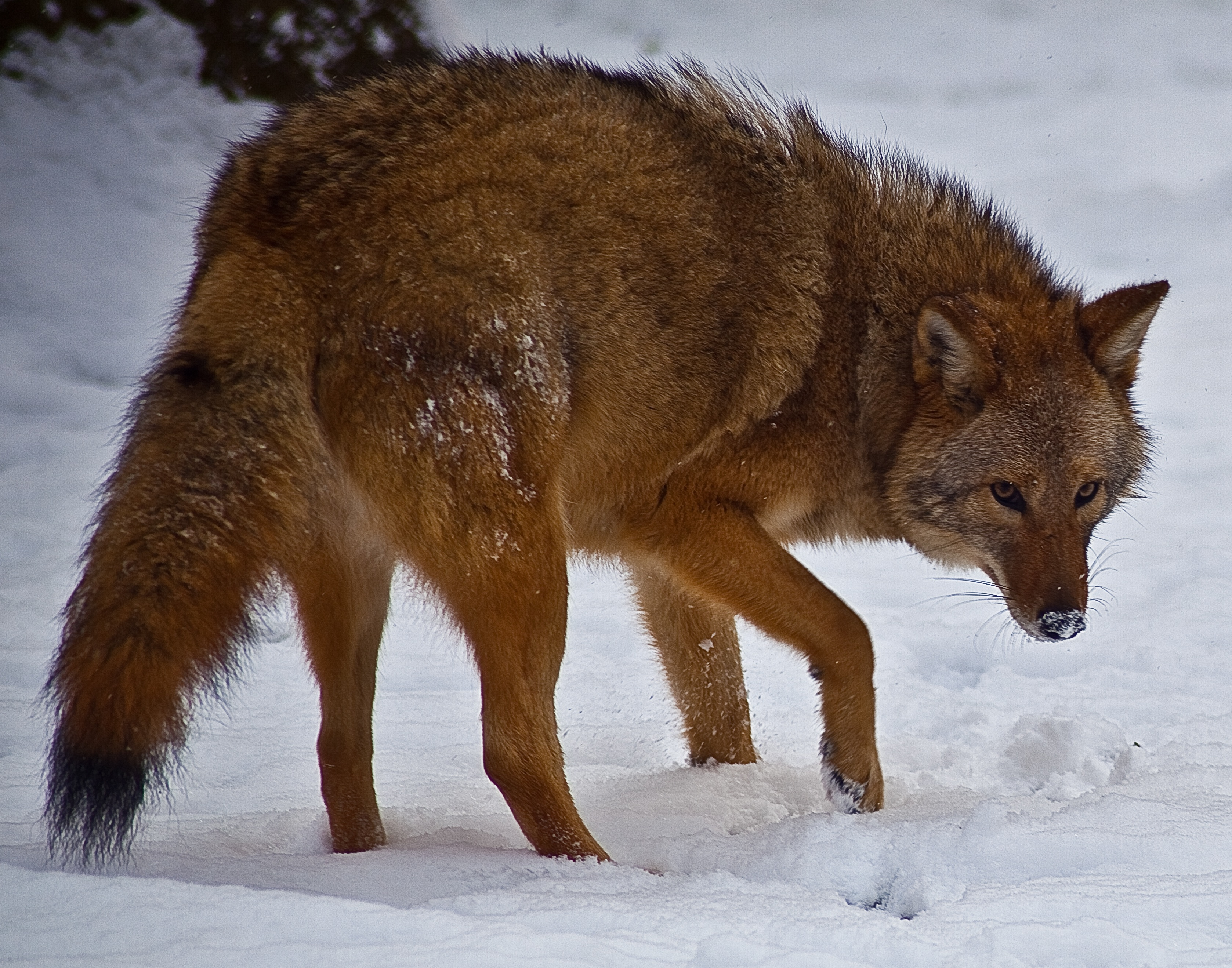
coylobo
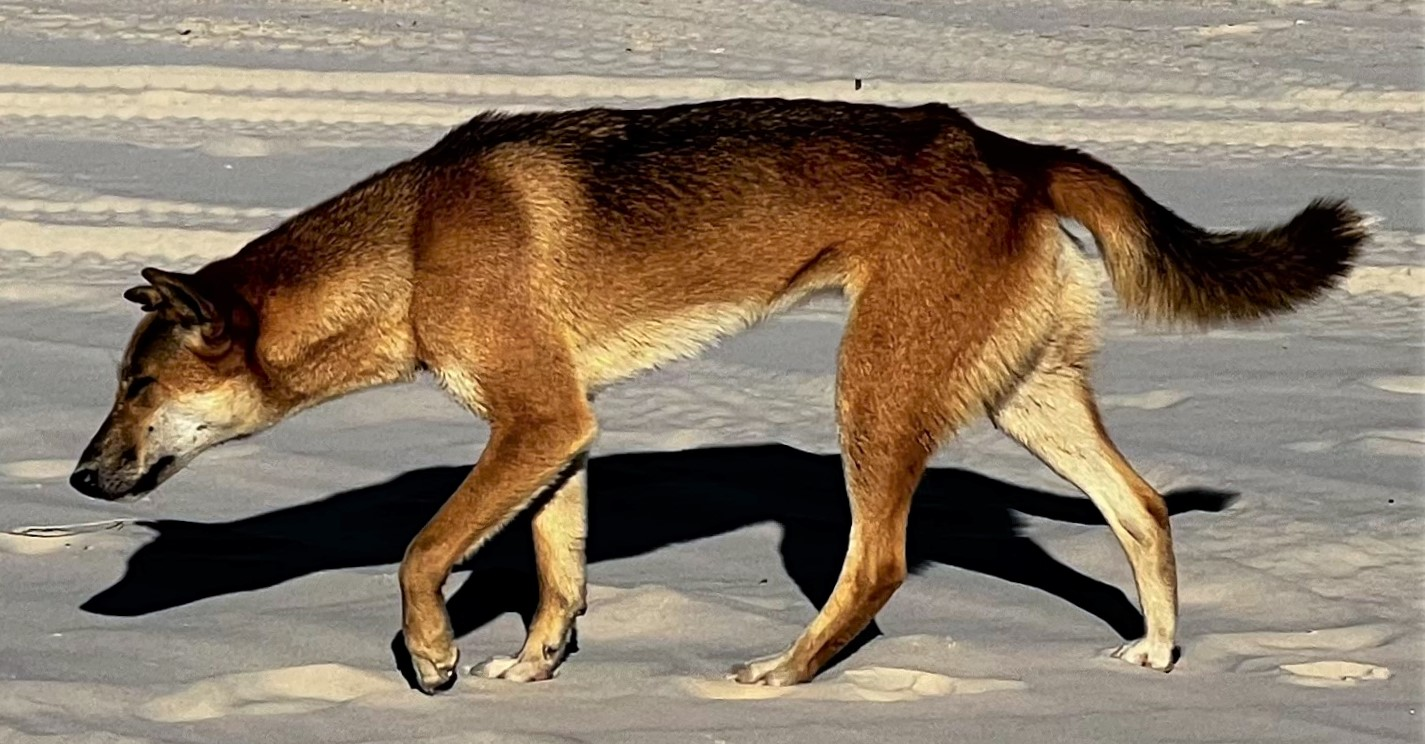
Dingo
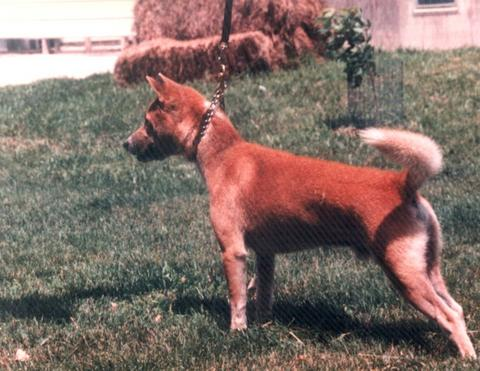
Cão cantor de nova guiné
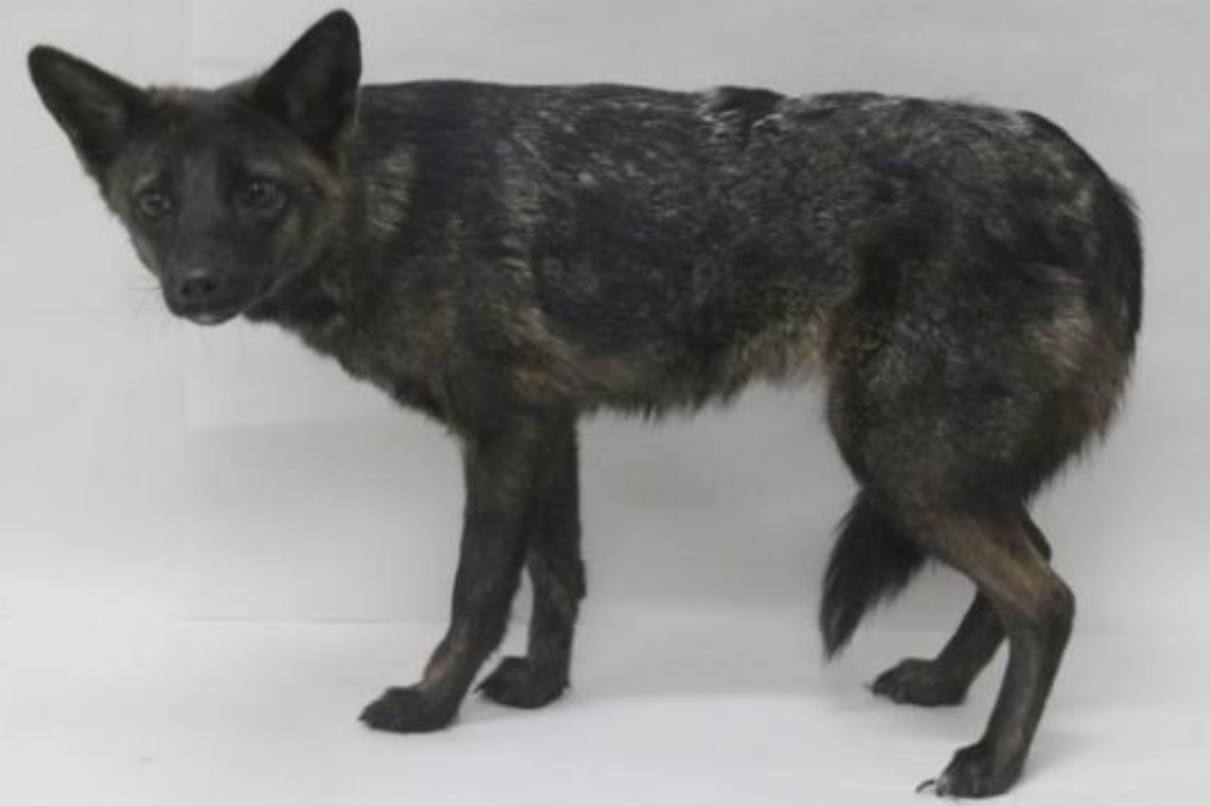
Dogxim, um híbrido de cão doméstico com raposa-dos-pampas.
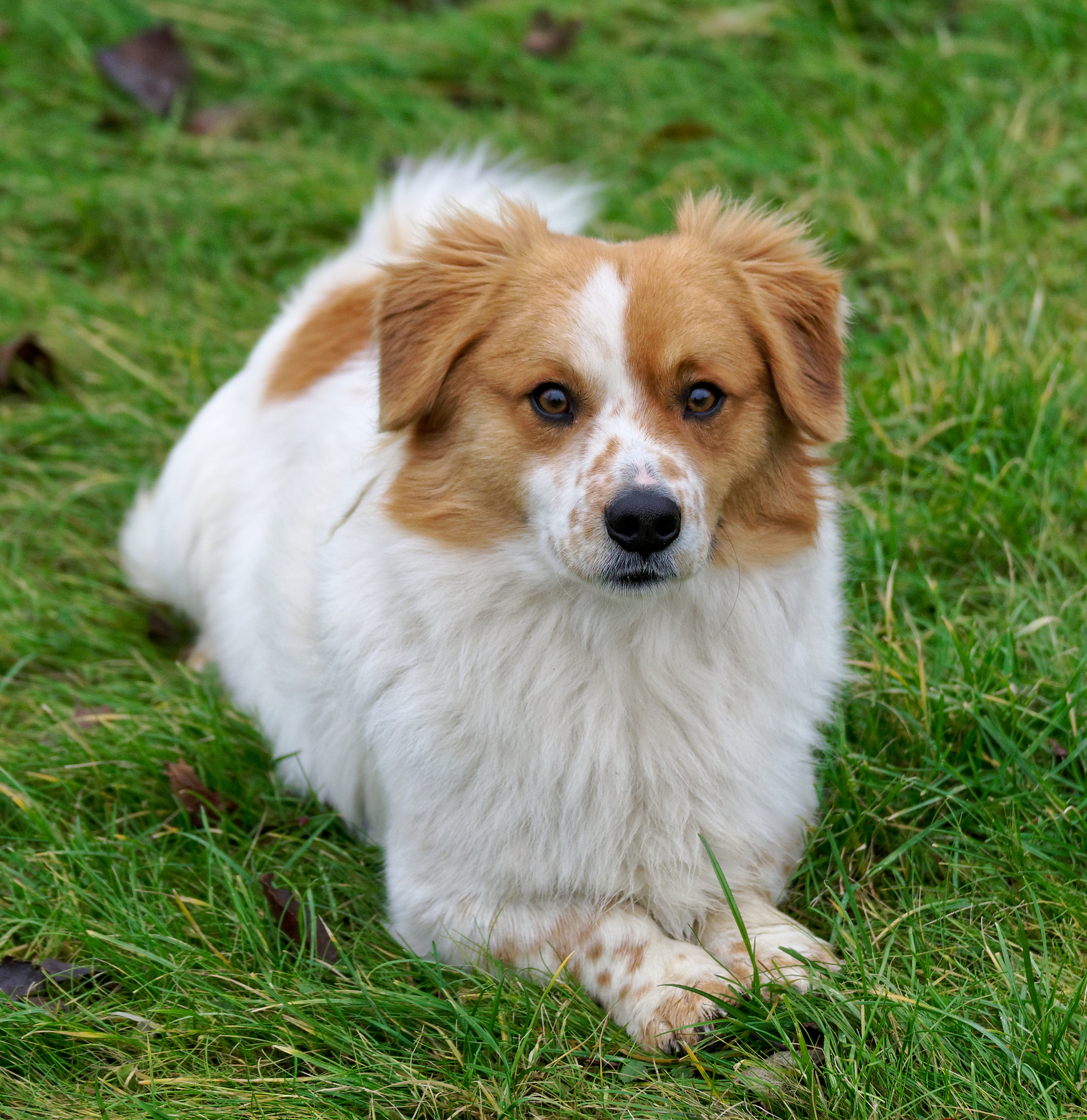
Cão mestiço